# محاکمه مایکل جکسون
مردم در برابر جکسون (به انگلیسی: People v. Jackson) (با عنوان کامل: ۱۱۳۳۶۰۳: مردم ایالت کالیفرنیا علیه مایکل جو جکسون) محاکمه کیفری بود که در سال ۲۰۰۵ در دادگاه عالی شهرستان سانتا باربارا در سانتا ماریا، کالیفرنیا برگزار شد. مایکل جکسون، خواننده آمریکایی، به آزار جنسی گاوین آرویزو، که در زمان ادعای آزار ۱۳ ساله بود، در عمارت نِوِرلند رنچ خود در لوس اولیووس، کالیفرنیا متهم شد. او از تمامی موارد اتهام تبرئه شد و در نهایت مشخص گردید که او قربانی یک اخاذی ناموفّق بوده است.
جکسون اولین بار در سال ۱۹۹۳ به آزار جنسی کودکان متهم شد؛ او اتهامات را رد کرد و با یک توافق مالی در پرونده مدنی موضوع را حل و فصل کرد. در سال ۲۰۰۳، مستند زندگی با مایکل جکسون او را در حال دست‌دردست بودن با آرویزو نشان داد و از عادت جکسون به دادن تخت خود به کودکان دفاع کرد، که این امر تحقیقات را برانگیخت. جکسون با چهار اتهام آزار جنسی کودک، چهار اتهام مسموم کردن کودک برای آزار او، یک اتهام اقدام به سوءاستفاده جنسی از کودکان، یک اتهام توطئه برای اسارت خانواده آرویزو، و توطئه برای اخاذی و کودک‌ربایی متهم شد.
محاکمه حدود چهار ماه طول کشید و انتخاب هیئت منصفه از ۳۱ ژانویه ۲۰۰۵ آغاز شد. گاوین و برادرش شهادت دادند که جکسون به آن‌ها الکل داده، پورنوگرافی نشان داده، در حضورشان خودارضایی کرده و اقدامات جنسی انجام داده است. دفاعیه شاهدان شاکی را به عنوان کارمندان سابق ناراضی یا افرادی که به دنبال سوءاستفاده مالی از جکسون بودند توصیف کرد. شاهدان دفاع شامل چهره‌های سرشناسی مانند مکالی کالکین، بازیگر کودک سابق، و کریس تاکر، کمدین، بودند. پوشش رسانه‌ای این محاکمه به عنوان یک سیرک رسانه‌ای توصیف شد و بسیاری از رسانه‌ها به سرعت جکسون را گناهکار جلوه دادند.
جکسون در ۱۳ ژوئن ۲۰۰۵ از تمام اتهامات تبرئه شد. او دیگر هرگز به نِوِرلند رنچ بازنگشت و چند ماه اول پس از محاکمه را در بحرین و ایرلند سپری کرد. در سال ۲۰۱۱ و دو سال بعد از مرگ ناگهانی جکسون، سازمان حمایت از کودک و خانوادهٔ آمریکا نیز مایکل جکسون را بی‌گناه خواند. در سال ۲۰۱۳، چهار سال پس از مرگ جکسون، یکی از شاهدان دفاع، وید رابسون، موضع خود را تغییر داد و با طرح دعوی مدعی شد که توسط جکسون مورد آزار قرار گرفته است.

## شروع
با آغاز ماه مه ۲۰۰۲، جکسون به یک گروه فیلم‌برداری به رهبری مارتین بشیر اجازه داد تا برای ساخت فیلمی مستند او را همراهی کنند. این مستند در سال ۲۰۰۳ به نامِ زندگی با مایکل جکسون در تلویزیون نمایش داده شد و باعث شد تا تصویری غیرمنتظره از جکسون به نمایش درآید. در بخشی از این مستند، جکسون در حالی که دست پسر ۱۳ ساله‌ای را در دست داشت دربارهٔ کارهای مختلفی از قبیل خوابیدن در تخت خواب گفتگو کردند. بشیر در این مستند، مزرعه نورلند را «مکانی خطرناک» برای کودکان توصیف نمود. همچنین جکسون پدری نالایق توصیف شد که فرزندانش را مورد آزار قرار می‌دهد.

جکسون پس از پخش مستند، در بیانیه‌ای گفت که بشیر به او «خیانت» کرده و تصویر وارونه از او به نمایش گذاشته است و اضافه کرد:
«اگر کسی واقعاً باور کند که من به کودکانم آسیب می‌رسانم یا آن‌ها را در معرض خطر قرار می‌دهم، قلبم می‌شکند. آن‌ها باارزش‌ترین چیز در زندگی من هستند. هر کس که مرا بشناسد حقیقت را خواهد دانست که در زندگیم کودکانم اول از هر چیز هستند و من هیچگاه هیچ کودکی را نمی‌آزارم».
دبی رو همسر قبلی و مادر دو فرزند بزرگ جکسون نیز پس از دیدن مستند گفت که فرزندانش مهم‌ترین چیز در زندگی جکسون هستند. پس از مرگ جکسون، بشیر در مصاحبه‌ای با ای‌بی‌سی نیوز گفت:
«وقتی آن مستند را تهیه کردم، یک بخش کوچکی در آن وجود داشت که به رابطهٔ جکسون با کودکان می‌پرداخت. اما حقیقت این است که او هرگز به هیج جرمی محکوم نشد؛ و خودم نیز هیچ کار خطایی از او ندیدم و از نظر من او بی‌گناه بود. ما بزرگ‌ترین موسیقی‌دان، رقصنده و سرگرمی‌ساز تاریخ را از دست دادیم».

## فیلم دوم
کمی بعد از پخش مستند بشیر، مایکل در پاسخ به آن، مستندی با نام «برداشت دو: صحنه‌هایی که هرگز قرار نبوده ببینید» (Take Two: The Footage You Were Never Meant to See) را منتشر کرد. در این مستند صحنه‌هایی که بشیر آن‌ها را از مستند خودش، حذف کرده بود، نمایش داده شد؛ از جمله مصاحبه‌هایی با همسر دوم جکسون، دبی رو و این که گذاشتن ماسک بر صورت بچه‌هایش ایده دبی بوده است نه جکسون. همچنین دبی رو اظهار کرد مفهوم «تقسیم کردن تخت خواب با کودکان» ممکن است اشتباه گرفته شود. به عنوان مثال او گفت که عادت دارد هنگام تماشای تلویزیون بر روی تختش دراز بکشد و اگر کسی همراه او باشد دو نفری بر روی تخت دراز می‌کشند. همچنین اظهارات کاملاً متفاوتی از طرف مارتین بشیر دربارهٔ جکسون در این ویدئو دیده شد. بشیر در این ویدئو، جکسون را به خاطر دعوت کردن بچه‌ها به مزرعهٔ نِوِرلَند تحسین و او را پدری بی‌نظیر معرفی می‌کند. در بخشی دیگر از این مستند، خانوادهٔ پسری که مدتی بعد به مایکل اتهام کودک‌آزاری می‌زدند دیده می‌شوند که جکسون را تحسین می‌کردند. این بخش از ویدئو به دلیل اختلافات مالی جکسون با فیلم‌بردار، نمایش داده نشد اما پلیس در تفتیش خانهٔ فیلم‌بردار آن را پیدا کرد.

## اتهامات
فهرست کامل ۱۰ اتهامی که مایکل جکسون در جریان این محاکمه با آن‌ها روبرو بود. او از تمامی اتهامات تبرئه و بی‌گناه شناخته شد.
1. توطئه برای ارتکاب کودک‌ربایی، تظاهر به حبس و اخاذی در فاصله اول فوریه تا ۳۱ مارس ۲۰۰۳.
2. عمل جنسی به روی یک کودک در فاصله ۲۰ فوریه تا ۱۲ مارس ۲۰۰۳
3. عمل جنسی به روی یک کودک در فاصله ۲۰ فوریه تا ۱۲ مارس ۲۰۰۳.
4. عمل جنسی به روی یک کودک در فاصله ۲۰ فوریه تا ۱۲ مارس ۲۰۰۳.
5. عمل جنسی به روی یک کودک در فاصله ۲۰ فوریه تا ۱۲ مارس ۲۰۰۳.
6. تلاش برای ارتکاب آزار جنسی بر یک کودک در فاصله ۲۰ فوریه تا ۱۲ مارس ۲۰۰۳.
7. دادن یک عنصر سکرآور برای کمک به ارتکاب جرم (آزار جنسی کودک) در فاصله ۲۰ فوریه تا ۱۲ مارس ۲۰۰۳.
8. دادن یک عنصر سکرآور برای کمک به ارتکاب جرم (آزار جنسی کودک) در فاصله ۲۰ فوریه تا ۱۲ مارس ۲۰۰۳.
9. دادن یک عنصر سکرآور برای کمک به ارتکاب جرم (آزار جنسی کودک) در فاصله ۲۰ فوریه تا ۱۲ مارس ۲۰۰۳.
10. دادن یک عنصر سکرآور برای کمک به ارتکاب جرم (آزار جنسی کودک) در فاصله ۲۰ فوریه تا ۱۲ مارس ۲۰۰۳

به اعضای هیئت منصفه اجازه داده شده بود در صورتی که احساس می‌کنند قادر نیستند در مورد گناهکار شناختن متهم به توافق برسند یکی از اتهامات را حذف کنند. قاضی رادنی ملویل به اعضای هیئت منصفه گفته بود می‌توانند مایکل جکسون را در زمینه دادن الکل به گوین آرویزو گناهکار بشناسند اما او را از اتهام آزار جنسی تبرئه کنند، که اتهامی بسیار سبک‌تر بود و در آن صورت متهم با حداکثر یک سال زندان روبرو می‌شد. با این حال هیئت منصفه جکسون را از کلیه ده مورد اتهام تبرئه کرد.

## تبرئه
در روز دوشنبه، ۱۲ ژوئن ۲۰۰۵ (‎۲۲ خرداد ۱۳۸۴) هیئت منصفهٔ دادگاه، مایکل جکسون را از هر ۱۰ مورد اتهامی که به وی وارد شده بوده تبرئه کرد و جکسون را بی‌گناه دانست. جکسون که به همراه خانواده‌اش در دادگاه حضور داشت، پس از قرائت حکم، اشک‌های خودش را پاک کرد و بدون هیچ سخنرانی، و در حالی که با ناراحتی برای طرفدارانش دست تکان می‌داد دادگاه را ترک کرد.

### سازمان حمایت از کودکان و خانواده
پس از مطرح شدن اتهامات مایکل جکسون در سال ۱۹۹۳، این سازمان دست کم به مدت ۱۰ سال مایکل جکسون را مورد بازجویی قرار داد. سخنگوی این سازمان ملی آمریکا در سال ۲۰۱۱ گفت:
سازمان حمایت از کودک و خانواده، قطعاً با کاترین جکسون موافق است. بنابر تحقیقات گستردهٔ ما، پسر ایشان هرگز کودکی را مورد آزار جنسی قرار نداده بودند.
این بیانیه در پی مصاحبه‌های مداوم کاترین جکسون، مادر مایکل جکسون با رسانه‌ها و گفتن این موضوع که پسرش هیچ کودکی را مورد آزار جنسی قرار نداده منتشر شد.

این سازمان همچنین اعلام کرد:
«مایکل با ما همکاری کامل داشت. او بدون حضور وکیلش ساعت‌ها مورد بازجویی و مصاحبه قرار گرفت. او هیچ چیز را مخفی نمی‌کرد. مایکل درک نمی‌کرد که چرا چنین اتهاماتی علیه او به میان آمده است. سازمان او را طی تمامی این بازجویی‌ها بیگناه تشخیص داد. مایکل خود را در موقعیت‌های پرمخاطره‌ای قرار می‌داد که مردم عادی از آن حذر می‌کردند. بازجویی برایش بسیار بسیار دشوار بود. او براستی نمی‌توانست درک کند که مردم می‌توانند به او اتهام کودک آزاری بزنند.»
این سازمان دربارهٔ دادگاه ۲۰۰۵ نیز بیان داشت:
«آن پرونده به‌طور قطع هیچ اعتباری نداشت. گفته‌های شاکی و خانواده‌اش با یکدیگر در تناقض بود.»

## خانواده آرویزو

### گوین آرویزو
گوین آرویزو در دسامبر ۱۹۸۹ به دنیا آمده بود. او که در سال ۲۰۰۳، سیزده‌ساله بود ادعا کرد که در تاریخ ۲۰ فوریه تا ۱۲ مارس سال ۲۰۰۳ توسط جکسون مورد آزار جنسی قرار گرفته است. این تاریخ دقیقاً دو هفته پس از پخش تلویزیونی مستند جنجالی زندگی با مایکل جکسون در شبکهٔ ملی آمریکا در تاریخ ۶ فوریه همان سال بود. در این مستند از جکسون چهره‌ای «خطرناک برای کودکان» ترسیم شده بود. جکسون گفت که این مستند تحریف و به او خیانت شده است و زندگی او را وارونه نشان می‌دهد.
مارتین بشیر، سازندهٔ این مستند، چند روز بعد از درگذشت جکسون در سال ۲۰۰۹ اعتراف کرد که در این مستند دروغ گفته بود و هرگز ندیده بود که کودکی را مورد اذیت قرار دهد. او از جکسون به عنوان بزرگ‌ترین موسیقی‌دان، رقصنده و سرگرمی‌ساز نام برد.
قسمتی از این مستند حاوی فیلمی از گوین است. گوین در حالی که دست مایکل را گرفته، از خوبی‌ها و دست‌ودلبازی‌های این هنرمند تعریف می‌کند.
در سال ۲۰۰۰ میلادی، زمانی که گوین ۱۰ ساله بود مشخص گردید که او به بیماری سرطان مبتلا است و مجبور شد تا طحال و یکی از کلیه‌های خود را بردارد.
در همین زمان بود که جیمی ماسادا، رئیس یک کلاپ کمدی با کلاپ «لَف فکتوری» تماس گرفت و گفت که گوین ۱۰ ساله آرزو دارد که مایکل جکسون را ببیند.
جکسون که دست طولانی‌ای در کمک به مردم و کودکان بیمار داشت، گوین آرویزو را تحت حمایت مالی خود قرار داد و مراحل شیمی‌درمانی او را دنبال کرد.
گوین و خانواده‌اش ۸ بار به مزرعه نورلند دعوت شدند و موفق شدند که ۲ بار مایکل جکسون را ببینند. (مایکل در ۶ بار دیگر یا در خانه نبود یا در دسترس نبود) در سال ۲۰۰۱ خانوادهٔ آرویزو با مایکل دیدار نداشتند اما مایکل در حدود ۲۰ بار با آن‌ها تماس تلفنی برقرار کرد تا از وضعیت سلامتی گوین مطلع شود. گوین از بیماری سرطان نجات پیدا کرده بود.
وکیل جکسون ادعا کرد که اتهامات مطرح شده از طرف خانوادهٔ آرویزو، اقدامی تلافی جویانه بود. او اضافه کرد که زمانی که این خانواده متوجه شد که آقای جکسون همانند قبل از آن‌ها حمایت مالی نمی‌کند این اتهامات را مطرح کردند.
این خانواده در حالی از جکسون شکایت کردند که سابقهٔ طولانی مدتی در اخاذی و سوءاستفاده از سیستم‌های حقوقی، دولتی و خصوصی داشتند.

## پوشش خبری
در روز اول دادگاه حدود ۱۵۰۰ خبرنگار از خبرگزاری‌های مختلف جهان در سانتا باربارا جمع شدند. به طوری که به گفتهٔ مردم آن شهر، زندگیشان به هم ریخته است.
در اطراف دادگاه نیز اغذیه فروشی و نوشابه فروشی‌های فراوانی شروع به کار کردند. همچنین تمام کازینوها و هتل‌های این شهر از مردمی که برای تماشای دادگاه جکسون آمده بودند پر شده بود.

## انعکاس دادگاه مایکل جکسون در ایران
۴ روز پس از اولین جلسهٔ دادگاه جکسون، حدود ۶۰ هزار هوادار وی در ایران از شهرهایی مانند: بابل، اهواز، اصفهان، شیراز، در تهران جمع شدند و در خیابان با شعار دادن، حمایت خود را از جکسون نشان دادند.